# Time After Time (chanson de Cyndi Lauper)
Pour les articles homonymes, voir Time After Time.
Singles de Cyndi Lauper
Girls Just Want to Have Fun
(1983) She Bop
(1984)
Pistes de She's So Unusual
When You Were Mine She Bop
Time After Time est une chanson de l'artiste américaine Cyndi Lauper. Il s'agit du second single de l'album She's So Unusual et sort le 27 janvier 1984 sous le label Epic Records. La chanson est écrite par Cyndi Lauper et Rob Hyman tandis que Rick Chertoff assure la production.
Elle fut également reprise par le trompettiste de jazz Miles Davis dans son album You're Under Arrest, et sur scène dans le coffret live The Complete Miles Davis at Montreux.

## Genèse
Après la séparation de son groupe (Blue Angel) et une période de repos, Cyndi Lauper trouve une autre direction musicale et décide de continuer dans une carrière solo,.

## Accueil

### Commercial
Time After Time a eu un immense succès au Japon, comme mentionné dans le célèbre manga "Nana" mais aussi dans "Dengeki Daisy". Elle sort le 27 mars 1984 aux États-Unis et devient un succès mondial. La chanson entre dans le Billboard Hot 100 à la 53e place dans la semaine du 14 avril 1984. Elle devient le premier numéro un de Lauper le 9 juin 1984 et conserve cette position pendant deux semaines, elle passe en tout 20 semaines dans le classement. Elle rencontre aussi du succès dans d'autres classements Billboard comme l'Adult Contemporary où elle arrive également en première position. Elle est certifiée disque d'or par la Recording Industry Association of America (RIAA) le 17 avril 1989 pour la vente de 500 000 exemplaires. En 1984, avec Girls Just Want to Have Fun, Time After Time, She Bop et All Through the Night, Cyndi Lauper devient la première artiste féminine qui a mis quatre chansons de son premier album dans le top 10 du Billboard Hot 100. Au Canada, elle a la 44e place du classement RPM le 28 avril 1984. Elle montre progressivement et arrive en tête du classement le 9 juin ; elle conserve cette position pendant 3 semaines avant de redescendre et passe un total de 22 semaines dans le classement. La chanson est située à la huitième place du classement de l'année 1984, juste devant Girls Just Want to Have Fun.

### Certifications
| Pays                  | Certification | Unités certifiées |
| --------------------- | ------------- | ----------------- |
| Canada (Music Canada) | Platine       | 100 000           |
| Danemark (IFPI)       | Or            | 45 000            |
| États-Unis (RIAA)     | 5 × Platine   | 5 000 000         |
| Italie (FIMI)         | Or            | 25 000            |
| Portugal (AFP)        | Or            | 20 000            |
| Royaume-Uni (BPI)     | Platine       | 600 000           |

## Vidéoclip
Le videoclip s'ouvre sur un dialogue entre Marlene Dietrich et Charles Boyer, extrait du film Le Jardin d'Allah, que Cyndi Lauper regarde en mimant les paroles.

## Reprises
- Everything But The Girl - Acoustic (1992)
- Le chanteur américain de RnB INOJ (en), disque d'or aux États-Unis (1998)[19]
- Nolwenn Leroy - Histoires Naturelles Tour (2007)
- P!nk, lors de sa tournée The Truth About Love Tour (2013)
- Lea Michele et Chord Overstreet dans Glee lors de la saison 6- épisode 7 (2015)
- Carole Fredericks dans son album Couleurs et Parfums (1999), une partie de la chanson est en Wolof, chantée par Nicole Amovin
- P!nk, sur son album All I know so far setlist (2021)
- Gunship, sur l'album Dark All Day (2018)[20]
- Elisapie Isaac, sur l'album Inuktituk (2023), la chanson est entièrement interprétée en Inuktitut sous le nom Taimanagalimaaq.

## Versions
- Le jazzman Miles Davis publie une reprise de "Time after time" sur son album You're Under Arrest en 1985.
- Sylvain Luc publie, avec Biréli Lagrène, une version instrumentale de « Time after Time » sur l'album Duet en 1999.
- La chanteuse jazz américaine Cassandra Wilson reprend la chanson sur sa compilation de reprise Closer To You: The Pop Side en 2009.
- Le chanteur sous le titre de "Le Cassette" a fait une reprise de cette chanson en tant que single en 2018

## Crédits
- Cyndi Lauper - auteur, chant
- Jules Shear - auteur (I'll Kiss You)
- Rob Hyman - auteur (Time After Time)
- Rick Chertoff - producteur
- Lennie Petze - producteur exécutif

## Dans la culture populaire
La chanson est présente dans l'épisode 9 de la saison 2 de Stranger Things (2017).
La chanson est présente dans "the Kissing Booth 3"